# Serhij Diriawka
Serhij Heorhijowycz Diriawka, ukr. Сергій Георгійович Дірявка, ros. Сергей Георгиевич Дирявка, Siergiej Gieorgijewicz Diriawka (ur. 18 kwietnia 1971 w Dniepropietrowsku, Ukraińska SRR) – ukraiński piłkarz, grający na pozycji obrońcy, reprezentant Ukrainy, trener piłkarski.

## Kariera piłkarska

### Kariera klubowa
Wychowanek Szkoły Piłkarskiej Dnipro Dniepropetrowsk. Pierwszy trener: O. Sadownikow. W 1991 rozpoczął karierę piłkarską w drużynie Dnipra Dniepropetrowsk. W sezonie 1995-1996 występował w CSKA-Borysfen Kijów, po czym powrócił do Dnipra. Potem przeniósł się do Krywbasa. W 1998 został piłkarzem Metałurha Mariupol, który w 2002 zmienił nazwę na Illicziwec. W 2004 zakończył karierę piłkarską.

### Kariera reprezentacyjna
28 października 1992 debiutował w drużynie narodowej Ukrainy w zremisowanym 1:1 meczu towarzyskim z Białorusią. Łącznie rozegrał 9 gier reprezentacyjnych.

## Kariera piłkarska
Po zakończeniu kariery piłkarskiej najpierw prowadził Stal Dnieprodzierżyńsk. Od 2008 pomaga trenować Worskłę Połtawa.

## Sukcesy i odznaczenia

### Sukcesy klubowe
- wicemistrz Ukrainy: 1993
- brązowy medalista Mistrzostw Ukrainy: 1992, 1995
- finalista Pucharu Ukrainy: 1995